# Franz Koderle
Franz Koderle (* 30. November 1810 in Linde bei Deutschbrod, Kaisertum Österreich; † 3. Juni 1889 in Schloss Laxenburg) war ein  Schlosshauptmann von Schloss Schönbrunn, Laxenburg, Baden und Hetzendorf, Wirklicher Regierungsrat, kaiserlich königlicher Herold und Kammerdiener von Kaiserin Elisabeth von Österreich-Ungarn.

## Leben
Franz Koderle diente 19 Jahre in einem Artillerie- und Bombardier-Corps. 1848 wurde er dem Erzherzog Ludwig Viktor von Österreich (1842–1819) zur Dienstleistung zugeteilt. 1854 trat er in den Dienst von Kaiserin Elisabeth von Österreich-Ungarn (1837–1898) als k. u. k. Kammerdiener ein und blieb dies bis 1. März 1869, als er zum Schlosshauptmann von Schönbrunn und Laxenburg ernannt wurde. Er folgte damit seinem Vorgänger Regierungsrat Franz Schücht (1793–1872).
Franz Koderle begleitete Kaiserin Elisabeth bei einigen ihrer Reisen und Kuraufenthalten, wie zum Beispiel am 17. November 1860 nach Antwerpen, 1861 nach Madeira und Korfu, sowie 1865, 1866, 1867 und 1868 zur Kur nach Bad Ischl.
Der hawaiianische König Kalākaua kam auf seiner Weltreise auch nach Wien, wo er am 7. August 1881 im Schloss Schönbrunn zu Gast war. Er wurde von Regierungsrat Franz Koderle empfangen und durch die kaiserlichen Gemächer geleitet. Am 12. Mai 1883 traf das Kronprinzenpaar von Österreich Erzherzog Franz Ferdinand und seine Gemahlin Sophie in Schloss Laxenburg ein, um dort seinen Sommeraufenthalt zu verbringen. Das Kronprinzenpaar wurde im Schloss von einer Adelsdelegation, dem Bürgermeister von Laxenburg und dem Schlosshauptmann Koderle begrüßt.
Eine große Leidenschaft von Franz Koderle waren seine Wiener Tümmler Tauben, mit denen er dem Hochflug frönte und auch erfolgreich an Ausstellungen teilnahm. Seine Wiener Tümmler wurden unter anderem bei der Achten internationalen Geflügel-Ausstellung  in Wien im Mai 1882 ausgezeichnet. Die „Schönbrunner“, wie seine Wiener Tümmler genannt wurden, waren die letzten grünen Dunkelgestorchten der alten Zuchtrichtung.
Franz Koderle wurde am 5. Juni 1889 auf dem Hietzinger Friedhof bestattet.

## Familie
Franz Koderle war mit Maria (genannt Marie) von Bersegh (Bersek) (1811–25. Oktober 1881) verheiratet. Ihre gemeinsame Tochter Wilhelmine (genannt Minna), verehelichte Wilhelmine von Hauffe († 1931), war die Gattin des Hofrat Professor Ritter Leopold von Hauffe (1840–1912).

## Orden und Ehrenzeichen
- Goldenes Verdienstkreuz (verliehen 1867)
- Medschidié-Orden (Vierter Klasse) (verliehen 1869)
- Officier des großherzoglichen toskanischen Civil-Verdienst Orden
- Königlicher belgischer Leopold-Orden (verliehen 1881)
- Ritter des königlichen sizilianischen Orden Franz I. (Erster Klasse)
- Königlich hannoverischer Ernst August-Orden (Zweiter Klasse)
- Herzoglicher nassauischer Adolph-Orden[11]

## Weblink
Wiener Tümmler Tauben Vereine – Bedeutende Züchter im 19. Jahrhundert: https://www.baldia.top/Wiener-Tuemmler-Tauben-Vereine.html